# Oxvattensjön
Oxvattensjön är en sjö i Åsele kommun i Lappland och ingår i Gideälvens huvudavrinningsområde. Sjön har en area på 3,12 kvadratkilometer och ligger 379,1 meter över havet. Sjön avvattnas av vattendraget Oxvattenbäcken.

## Delavrinningsområde
Oxvattensjön ingår i det delavrinningsområde (711093-159736) som SMHI kallar för Utloppet av Oxvattensjön. Medelhöjden är 423 meter över havet och ytan är 23,19 kvadratkilometer. Det finns ett avrinningsområde uppströms, och räknas det in blir den ackumulerade arean 27,8 kvadratkilometer. Oxvattenbäcken som avvattnar avrinningsområdet har biflödesordning 3, vilket innebär att vattnet flödar genom totalt 3 vattendrag innan det når havet efter 137 kilometer. Avrinningsområdet består mestadels av skog (72 procent). Avrinningsområdet har 3,12 kvadratkilometer vattenytor vilket ger det en sjöprocent på 13,4 procent.